# La noia en la boira
La noia en la boira (títol original La ragazza nella nebbia) és una pel·lícula italo-germano-francesa dirigida per Donato Carrisi, estrenada l'any 2017. La pel·lícula va ser doblada al català.

## Argument
Al petit poble d'Avechot, en plena muntanya, la nit de Nadal, una jove sense història, Anna Lou Kastener, desapareix sense deixar rastre. El comissari Vogel, un home molt mediàtic enganxat a les càmeres que el segueixen per tot arreu, és enviat al poble per intentar trobar-la. Envoltat d'un ramat de periodistes que vigilen els seus fets i gestos, Vogel comprèn molt ràpidament que la desaparició el porta a un atzucac i que serà incapaç de trobar-la. Investiga en principi a la família de l'adolescent, els pares del qual són membres d'una congregació religiosa fanatitzada, abans d'interessar-se per un jove home estrany i solitari. Però aquestes pistes no porten enlloc. Per no perdre la imatge davant dels ulls del públic, Vogel decideix crear el seu culpable ideal i acusa, gràcies a proves falsificades, el més innocent dels habitants del poble: un professor d'institut, Loris Martini, respectat de tots i bon pare de família. La martingala de Vogel funciona: després haver perdut la seva feina, el seu honor i els seus propers, Martini és enviat a la presó. Però des de la seva cel·la, prepara minuciosament la caiguda i la humiliació mediàtica de Vogel.

## Repartiment
- Toni Servillo: comissari Vogel
- Alessio Boni: prof. Loris Martini
- Lorenzo Richelmy: agent Borghi
- Galatea Ranzi: Stella Honer
- Michela Cescon: agent Mayer
- Jean Reno: Augusto Flores
- Greta Scacchi: Beatrice Leman
- Antonio Gerardi: advocat Giorgio Levi

## Crítiques
- "No evita que, gràcies a la malsana fascinació que desprenen aquest tipus de casos (...) 'La noia en la boira' mai deixi d'interessar. Si després el seu embolicada conclusió és creïble o intolerable haurà de resoldre-ho cadascun"[3]
- "Un efectista i a estones absorbent artefacte de misteri, tan en harmonia amb els nous temps del consum audiovisual com perfectament concorde a aquesta tradició de l'entreteniment popular transalpí (…) Puntuació: ★★★ (sobre 5)"[4]
- "Cinema fast food amb un embolcall suposadament exquisit que no passa de discreta sèrie B del qual t'oblides en el precís moment que poses els peus fora del cinema[5]

## Premis i nominacions
| Any                  | Premi                     | Categoria              | Nominació           | Resultat  | Ref.  |
| -------------------- | ------------------------- | ---------------------- | ------------------- | --------- | ----- |
| 2017                 | Noir in Festival          | Premi Caligari         | La noia en la boira | Nominat   | [ 6 ] |
| 2018                 | Premis David di Donatello | Millor director novell | Donato Carrisi      | Guanyador | [ 7 ] |
| Millor guió original | Donato Carrisi            | Nominat                |                     |           |       |
| Millor escenografia  | Tonino Zera               | Nominat                |                     |           |       |
| Millor muntatge      | Massimo Quaglia           | Nominat                |                     |           |       |
| Globus d'or italià   | Millor guió               | Donato Carrisi         | Nominat             | [ 8 ]     |       |
| Millor actor         | Toni Servillo             | Nominat                |                     |           |       |